# Superdigital (Argentina)
Superdigital fue un neobanco argentino operado por Banco Santander Argentina. Se encontraba asociado a una tarjeta prepaga digital MasterCard.

## Historia
Nacida originalmente en 2012 como una startup brasileña llamada «ContaSuper», fundada por los brasileños Marcio Salomao y Alfredo Moraes, luego de realizar una alianza estratégica con el Banco Santander, fue comprada por dicho banco en 2016 en 150 millones de reales brasileños, siendo rebautizada como Superdigital al año siguiente.
En octubre de 2021, llegó a la Argentina de la mano de Banco Santander Argentina.  El 1 de agosto de 2024, Superdigital informo a sus clientes a través de correos electrónicos que tanto la app como la tarjeta Mastercard asociada a las cuentas dejarían de estar disponibles e instaban a sus usuarios a retirar el dinero disponible en sus cuentas antes de esa fecha.
Finalmente, el 29 de septiembre de 2024, Superdigital cesó operaciones en Argentina como parte de una reorganización en las operaciones de ciertos productos digitales de Santander en países donde opera.